# Hugo Kunike
Hugo Kunike (* 2. März 1887 in Hamburg; † 1945) war ein deutscher Ethnologe, Amerikanist und Linguist, der vor allem als Herausgeber von Märchensammlungen der Azteken, der nordamerikanischen Prärie-Indianer und der Völker Sibiriens bekannt geworden ist.
Hugo Kunike, Sohn eines Kaufmanns, besuchte das Gymnasium in Wandsbek und studierte anschließend an der Universität Berlin Ethnologie, Philosophie und vergleichende Sprachwissenschaft. Er promovierte 1912 an der Universität Leipzig über das Männerkindbett. 1909 bis 1919 war er als wissenschaftlicher Hilfsarbeiter am Museum für Völkerkunde in Berlin tätig, danach forschte er in Berlin als Privatgelehrter.
Das Hauptwerk von Bernardino de Sahagún, die Historia de la Nueva España, übersetzte er in Auszügen ins Deutsche.

## Schriften (Auswahl)
- Die Couvade oder das sogenannte Männerkindbett. John, Halle a. S. 1912 (Universität Leipzig, Dissertation 1912).
- Die Phonetik der Karaiásprache (nach linguistischen Principien). In: Journal de la Société des Américanistes de Paris N.S. Bd. 11, 1914, S. 139–181 (Digitalisat).
- Jaguar und Mond in der Mythologie des andinen Hochlandes. Harrassowitz, Leipzig 1915.
- Visnu, ein Mondgott und Amerikanische und asiatische Mondbilder. In: Carl Fries; Hugo Kunike; Ernst Siecke: Vier Abhandlungen (= Mythologische Bibliothek Bd. 8, 4). Hinrichs, Leipzig 1916.
- Aztekische Maerchen nach dem Spanischen des Sahagun. Spitzbogen-Verlag, Berlin/Leipzig 1922.
- Nordamerikanische Mondsagen. In: Internationales Archiv für Ethnografie Bd. 25, 1923,  S. 27–54.
- Prärie-Indianermärchen, nach deutschen und amerikanischen Quellen. Axel Juncker Verlag, Berlin [ca. 1923].
  - Neudruck Indianermärchen, nach amerikanischen und deutschen Quellen hrsg. und erläutert von H. Kunike. Insel, Frankfurt am Main 1984, ISBN 3-458-32464-X.
- Am Ufer des Silberstroms. Japanische Märchen. Ausgewählt von Dr. Hugo Kunike. Die Fassung der vorliegenden Märchen stammt von Dr. Franz Werner Schmidt. Franz Schneider, Berlin/Leipzig/Wien/Bern 1924.
- Sternenmythologie auf ethnologischer Grundlage. In: Hugo Kunike, Wilhelm Gundel: Grundlagen des Sternglaubens (= Welt und Mensch Folge 3).  J. A. Barth, Leipzig 1927.
- Märchen aus Sibirien, Hrsg. von Hugo Kunike, Buchausstattung von Max Thalmann (Die Märchen der Weltliteratur, hrsg. von Friedrich von der Leyen). Diederichs, Jena 1940.